# Wojciech Garwoliński
Wojciech „Garwol” Garwoliński (ur. 30 października 1975) – polski gitarzysta, kompozytor, rysownik, autor tekstów, aranżer, producent muzyczny oraz fizjoterapeuta. Jest współzałożycielem Upledger Institute Poland, propagującym Terapię CranioSacralną Upledgera na terenie Polski.

## Działalność

### Działalność muzyczna
Działalność muzyczną rozpoczął w 1992 roku jako gitarzysta, wokalista i kompozytor w głogowskim zespole PIVO, tworzonym wraz z Marcinem Patykiem i Remigiuszem Orłowskim, którego w 1994 roku na perkusji zastąpił Rafał Igiel. W tym składzie zespół działał do 1999 roku, zdobywając rozgłos i liczne nagrody, w tym zwycięstwo na festiwalu Marlboro Rock-In, które zaowocowało podpisaniem kontraktu z wytwórnią BMG Ariola Poland. W 1996 roku ukazał się album „Dziki, dziki”, którego producentem był Grzegorz Skawiński. Płyta przyniosła zespołowi popularność dzięki przebojowi „Słońce, które znasz”.
W latach 1999–2006 współpracował z Małgorzatą Ostrowską jako gitarzysta i wokalista chórków, aktywnie uczestnicząc w działalności estradowej jako trzon zespołu. Nagrał z nią albumy „Przed Świtem” oraz „Instynkt”, współkomponował utwór „Popatrz, ja latam”, a jego „Słońce, które znasz” został wydany jako singiel w wykonaniu Ostrowskiej.
W latach 1999–2010 jako gitarzysta i wokalista współtworzył zespół kOŚCI, aktywnie działającego na wrocławskiej scenie muzycznej. Oprócz Garwolińskiego w skład zespołu wchodzili muzycy z Głogowa: Paweł Galus, Mario Bielski, Piotr Lubiak oraz Robert Rzepka. Grupa nagrała dwa albumy: „K” oraz „Sundro”.
W latach 2000-2010 Garwoliński współpracował z uznanymi artystami polskiej sceny muzycznej:
- Von Zeit[11]: Romka Puchowskiego: gitarzysta w zespole w latach 2000-2005.
- Ira: gościnnie nagrał partie gitarowe na albumie „Tu i teraz”[12] (2002).
- Olaf Deriglasoff: nagrał album „Produkt”[13] (2005) i uczestniczył w trasach koncertowych do 2008 roku.
- Kasia Kowalska: współpraca koncertowa w 2009 roku.
- Blenders: współpraca w 2010 r.

W 2012 roku Garwoliński założył własne wydawnictwo muzyczne Experienced Based Music i zaczął występować solo oraz z zespołem pod szyldem G.Wolf, w którym pełni rolę kompozytora, gitarzysty, wokalisty, autora większości tekstów oraz producenta. W 2013 roku nawiązał współpracę z tekściarzem Pete Brownem, kojarzonym głównie z zespołem Cream, co zaowocowało winylowym singlem „Street Thing” oraz albumem „Magnetic Dog”. W projekcie wzięli udział Olaf Deriglasoff i Mario Bielski, którzy stworzyli sekcję rytmiczną.
W 2014 roku Garwoliński reaktywował zespół PIVO, czego efektem był wydany w 2016 roku album „Mistrzowski Plan”, nagrany z Marcinem Patykiem i Oskarem Podolskim. Po wydaniu płyty i paru koncertach promocyjnych zespół zakończył działalność.
W 2021 roku ukazał się kolejny album G.Wolfa – „Electric House”, przy którym pracowali Paweł Galus, Mateusz Grzegorzewski, Oskar Podolski oraz gościnnie Małgorzata Ostrowska. W 2024 roku premierę miał album „Medicine Man”, stworzony we współpracy z Pawłem i Przemkiem Galusami.

### Inne zawody
Równolegle do swojej działalności muzycznej, Garwoliński od 2002 roku prowadzi działalność fizjoterapeutyczną, specjalizując się w terapii manualnej. W 2012 roku, razem z żoną Anną, założył Upledger Institute Poland, filię Instytutu Upledgera z siedzibą na Florydzie. Instytut jest niepubliczną placówką kształcenia ustawicznego, popularyzującą Terapię CranioSacralną Upledgera w Polsce. Garwoliński jest międzynarodowym instruktorem oraz egzaminatorem Upledger Institute International i ma uprawnienia do nauczania tej metody.
W latach 1989-1990 Garwoliński już jako nastolatek współpracował z legnickim tygodnikiem „Konkrety”, gdzie tworzył rysunki satyryczne. Później jego pasja do rysunku znalazła odzwierciedlenie w grafice na okładek płyt i teledysków związanych z jego działalnością muzyczną.

## Dyskografia
PIVO
- 1996 – Dziki, dziki
- 2016 – Mistrzowski Plan

Małgorzata Ostrowska
- 2000 – Przed Świtem
- 2001 - Instynkt

kOŚCI
- 2001 – K
- 2005 – Sundro

Olaf Deriglasoff
- 2005 - Produkt

G.Wolf
- 2013 – Street Thing
- 2013 – Magnetic Dog
- 2021 – Electric House
- 2024 – Medicine Man

Gościnnie:
- 2002 – Ira: Tu i teraz
- 2013 - Romek Puchowski: free
- 2014- AKX: So Pure